# 好実ほの
好実 ほの（このみ ほの、 2001年11月15日 - ）は、日本のAV女優。カプセルエージェンシー所属。

## 略歴・人物
埼玉県出身。趣味はアフタヌーンティー。
2021年7月13日、MOODYZから「経験人数2人。経験回数2回。まだ誰にも染まってない。ウブピュア19才デビュー 好実ほの」でAV女優デビュー。

### アダルトDVD
2021年
- 経験人数2人。経験回数2回。まだ誰にも染まってない。ウブピュア19才デビュー 好実ほの（7月13日、MOODYZ）
- 互いに性癖むき出しのエグいほど生々しいイチャハメ映像24時 好実ほの（8月13日、E-BODY）
- 初めての焦らし・デカチン・ハメ撮り・4Pプレイ AVでしか出来ないこといっぱいさせて 好実ほの（8月25日、kawaii）
- 人見知りを変えたくて…目と目を見つめ合って初めてのナマ中出し 好実ほの（8月25日、本中）